# Aczél Henrik Emil
Aczél Henrik Emil, született Austerlitz Herman (Nagyvárad, 1873. június 18. – Budapest, 1946. április 5.) magyar festő, iparművész.

## Élete
Szamossy Elek festőművésztől tanult rajzolni Nagyváradon, majd Budapesten elvégezte a Markó utcai főreáliskola hat osztályát. 1889–1893 között a budapesti Iparművészeti Főiskolán tanult, ahol Benczúr Gyula, Morelli Gusztáv, Székely Bertalan és Lotz Károly növendéke volt, majd Münchenben fejezte be tanulmányait. Olaszországban megismerkedett az iparművészet sajátos ágaival, mint a bőrszobrászat, bútortervezés és csipkekészítés. 
1896-tól három éven át a vallás- és közoktatásügyi minisztérium az Iparművészeti Múzeumban foglalkoztatta. 1907-ben megválasztották a Délmagyarországi Magyar Közművelődési Egyesület ipari és művészeti titkárává. A huszadik század első évtizedében Szabadkán működött, ahol 1909-ben megalapította a Felső Nőipari és Iparművészeti Szakiskolát, melynek igazgatója és rendes tanára volt. Az első világháború idején költözött Budapestre, ahol haláláig élt. Iparművészként elsősorban bőr- és szövőmunkákkal foglalkozott. Az iparművészeti tevékenység mellett tájképfestőként vált ismertté.

## Családja
Apja, Aczél (Austerlitz) Jakab (1836–1899) mészáros, a nagyváradi törvényhatósági bizottság tagja, anyja Steiner Rozália volt.
Első felesége Kainer Ilona volt, akitől elvált. Fia Aczél György (Szabadka, 1907–?) festőművész, restaurátor. Menye Palágyi Lívia Edit volt, Palágyi Lajos költő lánya. Második felesége Károly Jolán belügyminisztériumi főtiszt volt, akivel 1936. október 27-én Budapesten, az Erzsébetvárosban kötött házasságot.

## Díjai, elismerései
- A Millenniumi Kiállítás Díja (1896)
- Az Országos Háziipari Kiállítás Díszoklevél (Zombor, 1907)
- Az Országos Háziipari Kiállítás Ezüstérme  (Temesvár, 1908)
- Országos Iparkiállítás Ezüst koszorú arany szalaggal (Szabadka, 1908)
- Az Országos Háziipari Kiállítás Aranyérme (Miskolc, 1911)
- Takovo-rend
- Perzsa Nap és Oroszlán Rend

## Művei

### Festmények
- Őszi ködös reggel (olajfestmény, 1889)
- Napnyugta (olajfestmény, 1900)
- Vihar után (olajfestmény, 1901)
- Altschul Simon svéd konzul arcképe (1902)
- Az ürömi római katolikus templom oltárképe (1903)
- Visszatérés (olajfestmény, 1903)
- Magyarigeni nyíres (olajfestmény, 1904)
- Naplemente a Zagyván (olajfestmény, 1905)
- Czorda Bódog arcképe (olajfestmény, 1906)
- Rege (triptichon, 1907)
- A régi Szabadka látóképe a régi városházáról (1912)

### Bőr díszoklevelek
- József királyi herceg
- Frigyes királyi herceg
- Izabella királyi hercegnő
- Bánffy Dezső báró
- Vojnits István báró
- Várossy Gyula kalocsai érsek
- Edelsheim Gyulai gróf
- Tisza István gróf miniszterelnök

## Kiállításai
- Millenniumi Kiállítás (Budapest, 1896)
- Nemzetközi tárlat (Műcsarnok, Budapest, 1897–1898)
- Nemzeti Szalon kiállítása (Kaszinó, Szabadka, 1904)
- Zombor (1907)
- Temesvár (1908)
- Ipar-kiállítás (Szabadka, 1908)
- Miskolc (1911)
- Nemzeti Szalon kiállítása. (Pest Szálló, Szabadka, 1912)
- Vajdasági magyar képzőművészek kiállítása. (Magyar ünnepi játékok, Milekics-villa, Palics, 1952)
- Magyar képzőművészek alkotásai a Vajdaságban. 1830–1930. (Szabadkai Városi Múzeum, 1973)
- Festészet a Vajdaságban. 1900–1944. (Modern Képzőművészek Galériája, Újvidék, 1991)
- Nagybánya és a vajdaságiak. A művésztelep száz éve. (Szabadkai képzőművészeti találkozó, 1996)